# NWA World Tag Team Championship (Georgia version)
L'NWA World Tag Team Championship (Georgia version) è stato un titolo della divisione tag team della federazione Georgia Championship Wrestling, associata alla National Wrestling Alliance (NWA).
Il titolo fu attivo dal 1954, anno della sua introduzione, fino al 1969, quando fu progressivamente abbandonato.

## Storia
I territori della National Wrestling Alliance erano tenuti a riconoscere un solo campione mondiale dei pesi massimi, ma la NWA consentiva ad ognuno di essi di stabilire un titolo mondiale di coppia, rendendoli di fatto dei titoli regionali, a discapito del nome.
Nel 1954 la Georgia Championship Wrestling iniziò a promuovere Reggie Lisowski e Art Neilson, detentori della versione di Chicago del titolo, anche all'interno del suo territorio, utilizzando quindi il titolo di Chicago come punto di inizio della storia di quello della Georgia, che diventò un riconoscimento separato quando fu vinto da Bill e Freddie Blassie nel 1955, con Lisowski e Neilson che continuarono ad essere i campioni nella zona di Chicago.
Nel 1969 il titolo, che aveva perso di importanza in favore del NWA Georgia Tag Team Championship e del NWA National Tag Team Championship, fu abbandonato. Nel 1975, inoltre, la federazione iniziò ad adottare principalmente il NWA Mid-Atlantic Tag Team Championship come massimo riconoscimento per la divisione tag team.

## Albo d'oro
| Legenda  |                                                                               |
| -------- | ----------------------------------------------------------------------------- |
| #        | Indica il numero del regno titolato                                           |
| Regno    | Viene indicato il numero del regno del campione                               |
| Data     | La data in cui il titolo è stato vinto                                        |
| Località | Indica il luogo in cui il titolo è stato vinto                                |
| Note     | Indica notizie particolari riguardanti i cambi di titolo o altre informazioni |

| #                                 | Campione                                  | Regno | Data             | Giorni | Località              | Evento     | Note | Fonti |
| --------------------------------- | ----------------------------------------- | ----- | ---------------- | ------ | --------------------- | ---------- | --- | ----- |
| 1                                 | Reggie Lisowski e Art Neilson             | 1     | maggio 1954      | --     | Georgia               | House show | I due iniziarono a difendere la versione di Chicago nel territorio della Georgia, dando vita a una nuova versione del titolo. |       |
| 2                                 | Bill Blassie e Fred Blassie               | 1     | dicembre 1955    | --     | Georgia               | House show | Vincendo la versione della Georgia del titolo, ma non quella di Chicago.                                                      |       |
| 3                                 | Jerry Graham e Don McIntyre               | 1     | 9 dicembre 1955  | --     | Atlanta, Georgia      | House show | |       |
| 4                                 | Bill Blassie e Fred Blassie               | 2     | dicembre 1955    | --     | Atlanta, Georgia      | House show | |       |
| 5                                 | Roger Mackay e Jackie Nichols             | 1     | 6 gennaio 1956   | 77     | Atlanta, Georgia      | House show | |       |
| 6                                 | Jack O'Brien e Pierre LaSalle             | 1     | 23 marzo 1956    | --     | Atlanta, Georgia      | House show | |       |
| 7                                 | Eddie Gosset e Art Neilson (2)            | 1     | luglio 1956      | --     | Georgia               | House show | |       |
| 8                                 | Don McIntyre (2) e Red McIntyre           | 1     | agosto 1956      | --     | Georgia               | House show | |       |
| 9                                 | Eddie Gosset (2) e Art Neilson (3)        | 2     | 24 agosto 1956   | --     | Atlanta, Georgia      | House show | |       |
| 10                                | Reggie Lisowski (2) e Stan Lisowski       | 1     | novembre 1957    | --     | Georgia               | House show | Non è chiaro se si tratta effettivamente della versione della Georgia del titolo.                                             |       |
| 11                                | Don Fargo e Jackie Fargo                  | 1     | agosto 1958      | --     | Georgia               | House show | |       |
| Storia del titolo non documentata |                                           |       |                  |        |                       |            | |       |
| 12                                | Don Curtis e Joe Scarpa                   | 1     | giugno 1962      | --     | Georgia               | House show | Difendendo la versione del titolo della Florida, riattivando quella della Georgia.                                            |       |
| 13                                | Assassin #1 e Assassin #2                 | 1     | 5 luglio 1962    | --     | Jacksonville, Florida | House show | |       |
| 14                                | Kurt von Brauner e Karl Von Brauner       | 1     | agosto 1963      | --     | Georgia               | House show | |       |
| 15                                | Lenny Montana e Tarzan Tyler              | 1     | 1963             | --     | Georgia               | House show | |       |
| 16                                | Chief Big Heart e Chief Little Eagle      | 1     | 11 ottobre 1963  | --     | Atlanta, Georgia      | House show | |       |
| Storia del titolo non documentata |                                           |       |                  |        |                       |            | |       |
| 17                                | Kurt von Brauner e Karl Von Brauner       | 2     | maggio 1964      | --     | Georgia               | House show | |       |
| 18                                | Ray Gunkel e Lester Welch                 | 1     | 4 giugno 1965    | --     | Atlanta, Georgia      | House show | |       |
| —                                 | Vacante                                   | —     | 1966             | —      | —                     | —          | Il titolo fu reso vacanti per motivazioni non note.                                                                           |       |
| 19                                | Al Costello e Louie Tillet                | 1     | 4 febbraio 1966  | 7      | Atlanta, Georgia      | House show | In uno spareggio per riassegnare il titolo vacante, sconfiggendo il team dei Mysterious Medics.                               |       |
| 20                                | Kurt von Brauner e Karl Von Brauner       | 3     | 11 febbraio 1966 | 42     | Atlanta, Georgia      | House show | |       |
| 21                                | Mysterious Medic #1 e Mysterious Medic #2 | 1     | 25 marzo 1966    | 77     | Atlanta, Georgia      | House show | |       |
| 22                                | Inferno #1 e Inferno #2                   | 1     | 10 giugno 1966   | 7      | Atlanta, Georgia      | House show | |       |
| 23                                | Alberto Torres e Enrique Torres           | 1     | 17 giugno 1966   | --     | Georgia               | House show | |       |
| 24                                | Inferno #1 e Inferno #2                   | 2     | giugno 1966      | --     | Georgia               | House show | |       |
| 25                                | Alberto Torres e Enrique Torres           | 2     | 19 agosto 1966   | --     | Atlanta, Georgia      | House show | |       |
| 26                                | Enrique Torres (3) e Ramon Torres         | 1     | ottobre 1966     | --     | --                    | --         | Alberto Torres perse un loser leaves town match contro Butcher Bachon il 7 ottobre 1966 e Ramon lo sostituì come campione.    |       |
| 27                                | Maurice Vachon e Paul Vachon              | 1     | 13 gennaio 1967  | 21     | Atlanta, Georgia      | House show | | [ 2 ] |
| 28                                | Enrique Torres (4) e Ramon Torres (2)     | 2     | 3 febbraio 1967  | 84     | Atlanta, Georgia      | House show | |       |
| 29                                | Gene Anderson e Lars Anderson             | 1     | 28 aprile 1967   | --     | Atlanta, Georgia      | House show | |       |
| —                                 | Vacante                                   | —     | 1956             | —      | —                     | —          | Il titolo fu reso vacanti per motivazioni non note.                                                                           |       |
| 30                                | Enrique Torres (5) e Ramon Torres (3)     | 3     | novembre 1967    | --     | Georgia               | House show | |       |
| 31                                | Paul Vachon (2) e Stan Vachon             | 1     | 19 gennaio 1968  | 0      | Atlanta, Georgia      | House show | |       |
| 32                                | Buddy Fuller e Ray Gunkel (2)             | 1     | 19 gennaio 1968  | 336    | Atlanta, Georgia      | House show | | [ 3 ] |
| 33                                | Assassin #1 e Assassin #2                 | 2     | 30 dicembre 1968 | 70     | Atlanta, Georgia      | House show | |       |
| —                                 | Vacante                                   | —     | 28 febbraio 1968 | —      | —                     | —          | Il titolo fu reso vacante in seguito ad un finale controverso in un incontro titolato.                                        |       |
| 34                                | Buddy Fuller (2) e Ray Gunkel (3)         | 2     | 28 marzo 1969    | --     | Atlanta, Georgia      | House show | |       |
| —                                 | Disattivato                               | —     | 1969             | —      | —                     | —          | Il titolo fu abbandonato nel corso del 1969.                                                                                  |       |